# كارل هنريك فريدريكسون
كارل هنريك فريدريكسون (بالسويدية: Carl Henrik Fredriksson)‏ هو ناقد أدبي وصحفي ومؤلف ومترجم سويدي، ولد في 1 أكتوبر 1965 في يونشوبينغ في السويد.